# Августовский классицизм
Августовский или Римский классицизм — историко-региональный стиль античного искусства, зародившийся в 1 в. нашей эры, в Риме. В годы правления императора Октавиана, прозванного Августом (лат. Augustus - возвеличенный, священный; 63 г. до н. э.- 14 г. н. э.).
Для стиля характерно использование декоративных покрытий из цветной мраморной плитки. Покрытий в виде плоских или рельефных инкрустаций имитирующих художественную роспись. Римом перенималась практика греков в декоративной отделке применительно к традиционным римским формам. Строгость греческих орнаментов здесь подменяется плавностью и природной естественностью. Преобладание открытых пространств, впечатления огромности интерьера, использование статуй и портретных изваяний — черты, дающие первое впечатление об этом архитектурном стиле.